# Аероплан Живодана
Аероплан Живодана — аероплан з двома замкнутими в кільце крилами, побудований в 1909 році французьким інженером М. Живоданом.

## Опис конструкції
Аероплан був побудований М. Живоданом на фабриці Velmorel Motor у Вільфранш (Франція) в 1909 році. Крім оригінальної форми крил (замкнутого типу), незвичайним було їх розташування — спереду і ззаду планера .
Сам літак і його конструктор викликали широкий громадський резонанс. Зокрема, про них опублікував статтю Scientific American і ще кілька авторитетних видань .
Конструкція аероплана являла собою легкий фюзеляж-вісь, на кінцях якого розташовувалися два кільцеподібних крила, між якими було обладнано місце пілота. Спереду був змонтований двигун, який важив 80 кг і розвивав потужність у 40 к.с. Двигун був оснащений 2,4 метровим пропелером. У цілому конструкція виглядала як труба з вирізаною центральною секцією.
У ході випробувань літак так і не піднявся в повітря. Однак у 1980-х роках французький авіамоделіст Еммануель Філлон зробив модель аероплана, яка змогла літати. Таким чином, з точки зору аеродинаміки аероплан був цілком здатною до польоту конструкцією. Швидше за все, оригінальній конструкції не вистачило питомої потужності для польоту .